# 腥紅山莊
是一部2015年美國恐怖驚悚電影，由吉勒摩·戴托羅執導，他與馬修·羅賓斯共同編劇。故事講述建築業大亨之女伊迪絲在兒時被母親的鬼魂警告「腥紅山莊」的危險性，成年後已是業餘作家的伊迪絲邂逅英國準男爵湯瑪士·夏普爵士，也在與後者互動的過程逐漸發掘「腥紅山莊」不可告人的秘密。
電影由蜜雅·娃絲柯思卡、湯姆·希德斯頓、潔西卡·崔絲坦、查理·杭南及占姆·比弗領銜主演。由傳奇影業製作、環球影業發行，本片定於2015年10月16日上映。電影在影評界獲得中等偏正面的評價，但是觀眾的反應偏向褒貶不一，獲得評論家讚譽的部分集中在視覺特效、製作、服裝設計、佈景、導演、演員表現，但也有部分評論家批評故事情節內容單薄和存在漏洞、角色行為動機刻畫不彰。

## 劇情
在19世紀的紐約水牛城，工業勃興，許多發明家在歐洲、美國各地遊說富商投資自己的新發明。建築業大亨卡特·庫欣（吉姆·畢佛飾）自喪妻後與他的獨生女伊迪絲·庫欣相依為命。一天，死於霍亂的伊迪絲母親，她的鬼魂突然來到伊迪絲的房間，警告她「小心腥紅山莊」。
14年後，長得亭亭玉立、才貌雙全的伊迪絲（蜜雅·娃絲柯思卡飾），成為了一名漸露頭角的業餘作家，她喜歡寫作鬼故事多於編輯想要的愛情小說。一天，她遇見英俊的英國準男爵湯瑪士·夏普爵士（湯姆·希德斯頓飾），湯瑪士擁有一種黏土開採的技術，並來到這裡游說建築業大亨們投資，當中包括伊迪絲的父親卡特·庫欣。由於對享有特權的貴族感到不屑、對湯瑪士的技術沒有深刻的印象，及以往投資的失敗經驗，庫欣先生拒絕了湯瑪士的提案。
在與伊迪絲首次見面後，湯瑪士不但欣賞伊迪絲的美貌，也很認同她的詠絮之才，甚至在雨夜專程拜訪，在後來的舞會中，伊迪絲留意到湯瑪士和他的姐姐露西爾（潔西卡·崔絲坦飾）穿著很昂貴但過時、且有些磨損的時裝。湯瑪士放棄舞會的主角尤妮斯·麥邁可（艾蜜莉·庫茲飾），狂野地向伊迪絲展開追求，伊迪絲被他迷得神魂顛倒。兩人情投意合，伊迪絲也放棄了自己的青梅竹馬，也就是尤妮斯的兄長艾倫·麥邁克醫生（查理·杭南飾），並打算嫁到英格蘭，但由於父親的嚴厲阻撓，兩人戀曲被迫中斷。不久後，伊迪絲母親的鬼魂再次到訪，一直帶著相同的警告警醒伊迪絲。
當湯瑪士與伊迪絲相戀時，庫欣先生僱用私家偵探找到了對湯瑪士不利的證據，這其中包含夏普兩姐弟攸關不為人見的黑暗秘密，庫欣先生賄賂夏普兩姐弟，希望他們離開美國，並希望湯瑪士傷透伊迪絲的心，好讓她死心，湯瑪士無奈向伊迪絲提出分手。翌晨，湯瑪士送她一張便條解釋他的行為，並打算返回英國。然而事件發展出乎伊迪絲的預料，庫欣先生在浴室內暴斃，驗屍報告死因不明，可能是意外跌倒，或遭到歹徒重擊而死，庫欣先生的驟逝，讓艾倫警覺事有蹊翹。湯瑪士安慰驟然喪父的伊迪絲，並向她求婚，將一枚原屬於露西爾的戒指贈與她，伊迪絲在父親的葬禮後便嫁給湯瑪士並到英國生活。
湯瑪士和姐姐露西爾居於英格蘭西北部坎布里亞郡的一棟哥德式的家傳百年別墅阿勒代爾廳（Allerdale Hall），由於別墅建於深紅色礦土之上，故有「腥紅山莊」之稱。露西爾招待初來乍到的伊迪絲，湯瑪士說服她將父親的遺產用於投資他的開採機器。伊迪絲定居下來後發現，當湯瑪士不在時，露西爾往往冷漠又充滿敵意，湯瑪士更是經常在晚上離開他們的臥室，令伊迪絲困惑又不安。
伊迪絲在大宅中數次見到陰森的鬼魂，其中一個鬼魂指引她打開宅邸裡的壁櫥，這讓她發現藏匿其中的留聲機圓筒。為了幫伊迪絲冷靜下來，湯瑪士帶她到城鎮中，當晚下了一場大雪，二人暫住旅館，這讓兩者終於可以度過一個無人打擾的甜蜜夜晚。但翌晨二人回家時，露西爾憤怒地向伊迪絲亂擲東西，嚇壞了伊迪絲。稍後，湯瑪士提到莊園被稱為「腥紅山峰」，是由於溫暖的紅土於白雪中染成紅色，此時伊迪絲的身體開始變得虛弱、吐血。
由於此前發現留聲機圓蠟筒的事件，讓伊迪絲決意調查這棟大宅裡的秘密，於是她趁著露西爾未留意時，暗地竊取一枚刻有「埃諾拉」字樣的鑰匙，獲得鬼魂的指引，伺機打開行李箱找到了留聲機和秘密文件。她使用先前發現的圓蠟筒播放留言訊息，同時透過閱讀文件得知這個信件的署名者是名為埃諾拉·西奧蒂的女性，伊迪絲鍥而不捨的將調查線索拼湊起來，她發現湯瑪士過往曾與三位富家女結婚，這其中包含暗中記錄夏普姊弟罪行的埃諾拉，但是她們最終都淪為被毒殺、遺產被奪的悲劇下場，使伊迪絲意識到自己也會被毒殺。她更進一步發現，夏普姊弟一直有亂倫關係，姊弟倆曾有一個體弱多病的孩子，後來被露西爾殺害。伊迪絲也發現，當年姊弟倆的母親發現了孩子們的亂倫關係，想要將兩人分開，隨後她也被露西爾謀殺了。湯瑪士雖然繼承了家族莊園，但就像當時許多貴族莊園一樣無以為繼，夏普姊弟當時幾乎身無分文，於是姊弟二人開始了「婚姻與謀殺」的計劃，藉著讓湯瑪士物色富裕的女性建立婚姻關係，獲得遺產繼承權，然後再將聯姻對象殺害以繼承遺產，以支持湯瑪士的礦土開發。露西爾對湯瑪士同時抱持著強烈的控制慾，用言語與行動讓湯瑪士聽命於她。伊迪絲與露西爾發生了口角，遭對方從二樓樓梯走廊推落一樓受傷。
此時在美國，先前受庫欣先生委託的偵探找上艾倫醫生，告知庫欣先生調查湯瑪士·夏普的發現，包括他的多段婚姻記錄和露西爾在精神病院住過的事情。艾倫醫生趕往阿勒代爾廳營救伊迪絲，露西爾刺傷他，然後要求湯瑪士完全殺死他。愛上伊迪絲的湯瑪士想要保護兩者，經由艾倫醫生提示對後者刺了非致命的一刀，然後將他藏於地窖中。露西爾不但坦承自己殺害湯瑪士的聯姻對象，是出於對湯瑪士的愛，強迫伊迪絲簽署遺產轉移文件，把庫欣先生的房地產轉給湯瑪士，還告訴她自己就是殺害伊迪絲的父親的兇手。伊迪絲被迫簽下文件後，持鋼筆刺向露西爾，並試圖逃跑。湯瑪士來到把文件燒毀，承諾幫助她和艾倫逃脫，隨即向露西爾表明保護伊迪絲的立場，稱道是時候放下這棟宅邸與礦產，姊弟倆可遠走高飛、重新來過，也能讓他們獲得自由。露西爾發現湯瑪士放不下伊迪絲，憤怒的將他殺了。露西爾追著伊迪絲到大屋外，在湯瑪士的鬼魂幫助下，伊迪絲趁著露西爾分神轉頭之際，用泥鏟把露西爾殺了。
露西爾喪命後，伊迪絲伸手撫觸湯瑪士的鬼魂的臉頰，湯瑪士的鬼魂無聲地消逝在她的面前。伊迪絲和離開地窖的艾倫逃出阿勒代爾廳，與前來搜救的人群會合。露西爾充斥著執念的鬼魂則駐留在阿勒代爾廳，獨自彈奏著鋼琴。片尾暗示伊迪絲根據自己的經歷，寫了《腥紅山莊》為名的小說。。

## 演員
- 蜜雅·娃絲柯思卡飾演伊迪絲·庫欣（Edith Cushing）
  - 索菲婭·韋爾斯[8]飾演年幼的伊迪絲
- 潔西卡·崔絲坦[9]飾演露西兒·夏普（Lady Lucille Sharpe），湯瑪士·夏普同父異母的姐姐。
- 湯姆·希德斯頓[4][10][11]飾演湯瑪士·夏普爵士（Sir Thomas Sharpe），露西兒·夏普同父異母的弟弟，伊迪絲的丈夫，擁有神祕的過去。
- 查理·杭南[10]飾演艾倫·麥邁可醫生（Dr. Alan McMichael）
- 吉姆·比弗[12]飾演卡特·庫欣（Carter Cushing），伊迪絲的父親。
- 道格·瓊斯[13]飾演伊迪絲的母親／夏普夫人的幽靈
- 伯恩·戈曼[14]飾演私家偵探霍利先生（Mr. Holly）
- 萊斯里·荷蒲[15]飾演麥邁可夫人（Mrs. McMichael），艾倫的母親。
- 艾蜜莉·庫茲飾演尤妮斯·麥邁可（Eunice McMichael），艾倫的妹妹。
  - 馬蒂亞·傑基特[8]飾演年幼的尤妮斯
- 傑維爾·伯特[16][13]飾演帕梅拉·厄普頓、瑪格麗特·麥克德莫特、伊諾拉·斯科特的鬼魂（the Ghosts of Pamela Upton, Margaret McDermott, Enola Sciotti）

## 製作

### 選角
班奈狄克·康柏拜區和艾瑪·史東原本是本片的男女主角，但在放棄之後改由湯姆·希德斯頓與蜜雅·娃絲柯思卡分別接任其兩者的角色。2013年的夏天，伯恩·戈曼加入劇組在片中飾演一個小角色。2013年10月，從潔西卡·崔絲坦在她的Facebook上的照片指出她也將出演本片。

### 拍攝
主要拍攝於2014年2月10日至5月14日於多倫多松林多倫多工作室（Pinewood Toronto Studios）進行。在4月28日，於安大略省的漢密爾頓開始於皇后街南、主街及國王街取景拍攝。這段期間，道路和交通都被封閉，並搭建了哥德式的建築外觀，那哥德式外觀的蘇格蘭教派建設之西翼有突出的部分。2014年4月14日，安大略省的京士頓也列作為拍攝地點。
2014年1月30日，宣布本片將於2015年10月16日釋出。

## 迴響
電影獲得影評界偏正面的評價，但是觀眾反應兩極。爛番茄根據235篇專業影評持有73%的新鮮度，平均得分6.6／10，觀眾好評度55%，均分3.4/5，該網站影評家共識為「《猩紅山峰》提供了一個引人入勝的 - 儘管有些輕微 - 由令人愉快的令人毛骨悚然的氛圍和導演吉勒摩·戴托羅對令人難忘的視覺效果的出色技巧驅動的轉移。」。Metacritic得分67，正評居多。
在美國和加拿大，電影於2015年10月16日同時和《怪物遊戲》、《間諜橋》和《橄欖球傳奇》推出。從週四晚上的2178間戲院獲得了85萬5000美元的票房。當周總計2625萬美元，口碑普通。

## 外部連結
- 互联网电影数据库（IMDb）上《腥紅山莊》的资料（英文）
- 爛番茄上《腥紅山莊》的資料（英文）
- Metacritic上《腥紅山莊》的資料（英文）
- Box Office Mojo上《腥紅山莊》的資料（英文）
- AllMovie上《腥紅山莊》的资料（英文）
- 时光网上《腥紅山莊》的資料（简体中文）
- 豆瓣电影上《腥紅山莊》的資料 （简体中文）